# Карнийские диалекты

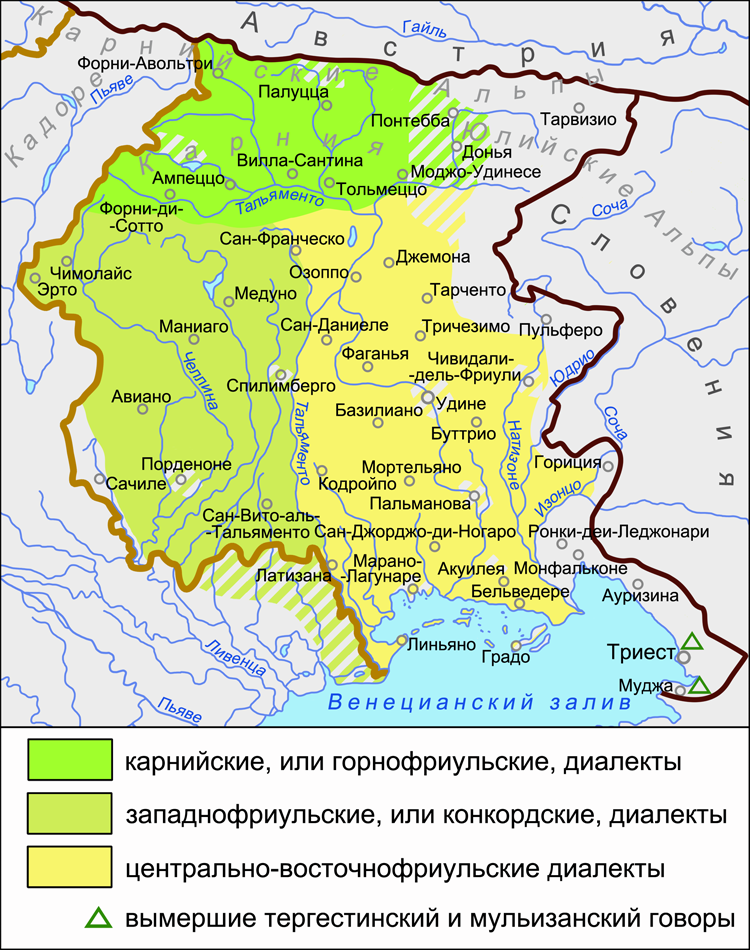
Ареал карнийских диалектов на карте распространения диалектов фриульского языка

Карни́йские диале́кты (также горнофриульские диалекты; фриул. furlan de Cjargne, итал. friulano carnico) — диалекты фриульского языка, распространённые на севере области Фриули — Венеция-Джулия в Италии (в Карнийских Альпах). Образуют одну из трёх основных фриульских диалектных групп наряду с западной и центрально-восточной группами.
Карнийские в сравнении с другими фриульскими диалектами являются наиболее архаичными, они менее подвержены ассимиляции и влиянию престижных языковых форм региона (венетского языка и итальянского литературного языка с его фриульской региональной разновидностью).

## Классификация

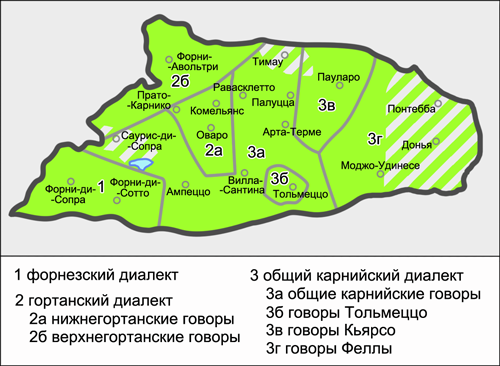
Карнийские диалекты и говоры

В составе карнийской диалектной группы выделяют следующие диалекты и говоры:
- общий карнийский диалект:
  - общие карнийские говоры;
  - говоры Тольмеццо;
  - говоры долины Кьярсо[фриул.];
  - говоры долины реки Феллы[итал.];
- гортанский, или северо-западный карнийский диалект (распространён в долинах Горто[фриул.] и Пезарина[фриул.]):
  - нижнегортанские говоры;
  - верхнегортанские говоры;
- форнезский, или юго-западный карнийский диалект[англ.] (распространён в селениях Форни-ди-Сопра и Форни-ди-Сотто).

При делении фриульского языкового ареала на две диалектные группы, западную и центрально-восточную, карнийские диалекты включают в центрально-восточную группу.

## Ареал
Областью распространения карнийских диалектов являются горные районы Карнийских Альп. Согласно современному административно-территориальному делению Италии, карнийский ареал размещается в северо-западной части провинции Удине области Фриули — Венеция-Джулия.
С севера к карнийскому диалектному ареалу примыкает область распространения немецкого языка в Австрии (южный австро-баварский диалектный ареал), с востока — область распространения словенского языка (включая долину Резия), с юго-востока — ареал центрально-восточных фриульских диалектов, с юго-запада — ареал западнофриульских диалектов. На западе область распространения карнийских диалектов граничит с ареалом венетского языка и отчасти с ареалом ладинского языка. Внутри карнийского ареала размещены анклавы c немецкоязычным населением — в населённых пунктах долины Вальканале, а также в коммунах Саурис и Тимау.

## Диалектные особенности
К специфическим диалектным особенностям карнийских диалектов относят:
- переход гласных e > ej, o > ow в закрытом слоге: pleif «церковный приход», kowt «точильный камень»;
- распространение в гортанских говорах дифтонгизации гласных в случаях типа fríat «холодный», níaf «снег», lúaf «волк», lúar «они», t͡ʃejl «небо», kowr «сердце»;
- наличие в говорах коммун Форни-Авольтри и Риголато перехода -A > -ɔ: forkɔ «вилы», moskɔ «муха»; во множественном числе соответственно forkɔs и moskɔs;
- наличие в системе консонантизма какуминального согласного ḍ: ḍint «зуб»;
- распространение окончания -a в именах женского рода единственного числа и окончания -as в именах женского рода множественного числа, как и в западнофриульских диалектах — в центрально-восточных фриульских диалектах распространено окончание множественного числа -is.